# Vilar de Caballos
Vilar de Caballos (llamada oficialmente Santa Eulalia de Vilar de Cabalos) es una parroquia y una aldea española del municipio de Taboada, en la provincia de Lugo, Galicia.

## Otras denominaciones
La parroquia también es conocida por los nombres de Santabaia de Vilar de Caballos, Santabaia de Vilar de Cabalos y Vilar de Cabalos.

## Organización territorial
La parroquia está formada por cuatro entidades de población:

### Entidades de población
Entidades de población que forman parte de la parroquia:
- Rudís (Rodís)
- Santabaia (Santa Eulalia)
- Vilar de Cabalos

### Despoblado
Despoblado que forma parte de la parroquia:
- Pereira (A Pereira)

## Demografía

### Parroquia
| Gráfica de evolución demográfica de Vilar de Caballos (parroquia) entre 2000 y 2021 |
|                                                                                     |
| Datos según el nomenclátor publicado por el INE.                                    |

### Aldea
| Gráfica de evolución demográfica de Vilar de Cabalos (aldea) entre 2000 y 2021 |
|                                                                                |
| Datos según el nomenclátor publicado por el INE.                               |